# دوشیزه دنیا

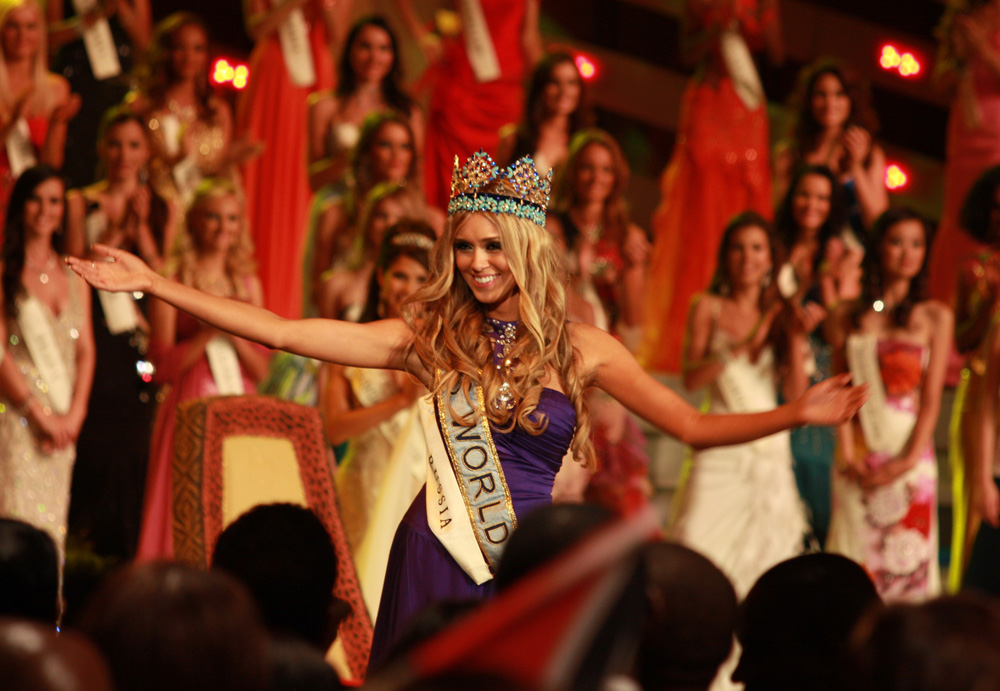
کسینیا سوخینووا از روسیه برنده دوشیزه دنیا ۲۰۰۸

دوشیزه زیبا دنیا (به انگلیسی: Miss World) که در ایران با نام دختر شایسته معروف است یک مسابقه بین‌المللی زیبایی است که هر سال توسط سازمانی به همین نام برگزار می‌شود.
شعار این مسابقات «زیباییِ هدفمند» است و در آزمون‌های این مسابقه علاوه بر زیبایی ظاهری، معیارهایی همچون شخصیت، هوش، روابط اجتماعی، حضور ذهن و حاضرجوابی، توانایی‌های ورزشی، معلومات عمومی و همچنین مهارت‌ها و استعدادهای ویژه هر یک از شرکت‌کنندگان توجه می‌شود. برنده دوشیزه دنیا علاوه بر دریافت تاج دوشیزه دنیا و جوایز نقدی می‌بایست به مدت یک سال از محل اقامت خود در لندن به کشورهای مختلف دنیا سفر کرده و برای سازمان دوشیزه دنیا فعالیت‌های خیریه انجام دهد.
این مسابقه قدیمی‌ترین جشنواره زیبایی است که هنوز برگزار می‌شود و با شرکت بیش از ۱۴۰ کشور و پخش تلویزیونی در بیش از دویست کشور دنیا بزرگ‌ترین و پربیننده‌ترین آن‌ها نیز هست. 

## تاریخچه

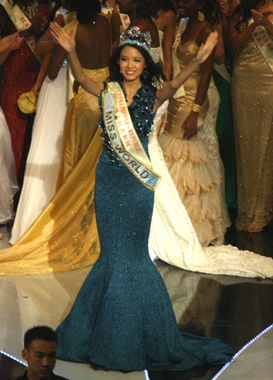
ژانگ زیلین از چین دوشیزه دنیا ۲۰۰۷

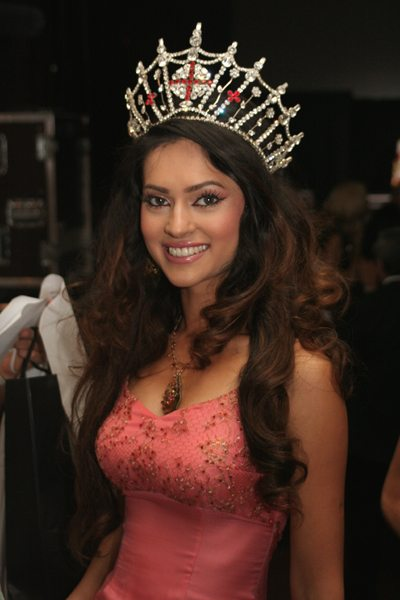
حماسه کوهستانی دختر تاجیک تبار، نماینده انگلیس در مسابقات دوشیزه دنیا ۲۰۰۶

نخستین دوره این مسابقات در ۱۹۵۱ توسط اریک مورلی در بریتانیا برگزار شد. پس از مرگ او در ابتدای قرن بیست و یکم همسرش جولیا مارلی ریاست مراسم را برعهده دارد.
در دهه ۱۹۸۰ تعداد تماشاگران تلویزیونی این رویداد به حدود دو میلیارد نفر در تقریباً تمام کشورهای دنیا رسید. در دهه ۱۹۹۰ شعار زیبایی هدفمند (Beauty With a Purpose) به عنوان شعار رسمی این مسابقات انتخاب شد و آزمون‌های مربوط به ویژگی‌های شخصیتی و هوش نیز به این مسابقات اضافه شد.
در سال ۲۰۰۱ آگبانی دارگو از نیجریه نخستین دختر سیاهپوست آفریقایی شد که به عنوان دوشیزه دنیا دست یافته‌است، از سال ۲۰۰۳ نیز بخشی با عنوان تصمیم با شماست (You Decide) به مراحل رقابت اضافه شد و بینندگان مسابقات می‌توانستند، از طریق تلفن، یا رأی اینترنتی انتخاب خود را مشخص کنند. همچنین بخش‌های ویژه‌ای با اسامی دوشیزه ورزش، دوشیزه استعداد و زیبایی ساحل به مسابقات اضافه شد که حق پخش آن به شبکه‌های خبری فروخته می‌شد و برنده هر مرحله مستقیماً به دور نهایی راه می‌یافت.

## رقابت
مرحله مقدماتی مسابقات در هر یک از کشورهای عضو این سازمان برگزار می‌شود و در مرحله نهایی برگزیدگان هر کشور در یک دوره یک‌ماهه به رقابت با یکدیگر می‌پردازند.

## برندگان
| ۱۹۵۱ | کیکی هاکنسون            | سوئد              | لندن، انگلستان            |            |            |
| ۱۹۵۲ | می لوئیز فلودین         | سوئد              | لندن، انگلستان            |            |            |
| ۱۹۵۳ | دنیس پریه               | فرانسه            | لندن، انگلستان            |            |            |
| ۱۹۵۴ | آنتیگون کاستاندا        | مصر               | لندن، انگلستان            |            |            |
| ۱۹۵۵ | سوزانا دویم             | ونزوئلا           | لندن، انگلستان            |            |            |
| ۱۹۵۶ | پترا شورمن †            | آلمان             | لندن، انگلستان            |            |            |
| ۱۹۵۷ | ماریتا لیندال †         | فنلاند            | لندن، انگلستان            |            |            |
| ۱۹۵۸ | پنه لوپه کولن           | آفریقای جنوبی     | لندن، انگلستان            |            |            |
| ۱۹۵۹ | کورین روتشفر †          | هلند              | لندن، انگلستان            |            |            |
| ۱۹۶۰ | نورما کاپاگلی †         | آرژانتین          | لندن، انگلستان            |            |            |
| ۱۹۶۱ | رزماری فرانکلند †       | بریتانیا          | لندن، انگلستان            |            |            |
| ۱۹۶۲ | کاتارینا لودرز          | هلند              | لندن، انگلستان            |            |            |
| ۱۹۶۳ | کارول کرافورد           | جامائیکا          | لندن، انگلستان            |            |            |
| ۱۹۶۴ | آن سیدنی                | بریتانیا          | لندن، انگلستان            |            |            |
| ۱۹۶۵ | لزلی لانگلی             | بریتانیا          | لندن، انگلستان            |            |            |
| ۱۹۶۶ | ریتا فاریا              | هند               | لندن، انگلستان            |            |            |
| ۱۹۶۷ | مادلین هارتوگ-بل        | پرو               | لندن، انگلستان            |            |            |
| ۱۹۶۸ | پنلوپه پلامر            | استرالیا          | لندن، انگلستان            |            |            |
| ۱۹۶۹ | ایوا روبر-اشتایر        | اتریش             | لندن، انگلستان            |            |            |
| ۱۹۷۰ | جنیفر هاستن             | گرنادا            | لندن، انگلستان            |            |            |
| ۱۹۷۱ | لوسیا پترل              | برزیل             | لندن، انگلستان            |            |            |
| ۱۹۷۲ | بلیندا گرین             | استرالیا          | لندن، انگلستان            |            |            |
| ۱۹۷۳ | مارجوری والاس           | آمریکا            | لندن، انگلستان            |            |            |
| ۱۹۷۴ | هلن مورگان استعفا       | بریتانیا          | لندن، انگلستان            |            |            |
| ۱۹۷۴ | آنلین کریل جانشین       | آفریقای جنوبی     | لندن، انگلستان            |            |            |
| ۱۹۷۵ | ویلنلیا مرسد            | پورتوریکو         | لندن، انگلستان            |            |            |
| ۱۹۷۶ | سیندی بریکسپیر          | جامائیکا          | لندن، انگلستان            |            |            |
| ۱۹۷۷ | مری استاوین             | سوئد              | لندن، انگلستان            |            |            |
| ۱۹۷۸ | سیلوانا سوارز           | آرژانتین          | لندن، انگلستان            |            |            |
| ۱۹۷۹ | جینا سوینسون            | برمودا            | لندن، انگلستان            |            |            |
| ۱۹۸۰ | گابریلا بروم استعفا     | آلمان             | لندن، انگلستان            |            |            |
| ۱۹۸۰ | کیمبرلی سانتوس جانشین   | گوآم              | لندن، انگلستان            |            |            |
| ۱۹۸۱ | پیلان لئون              | ونزوئلا           | لندن، انگلستان            |            |            |
| ۱۹۸۲ | ماریاسلا آلوارز         | جمهوری دومینیکن   | لندن، انگلستان            |            |            |
| ۱۹۸۳ | سارا-جین هات            | بریتانیا          | لندن، انگلستان            |            |            |
| ۱۹۸۴ | آسترید کارولینا هررا    | ونزوئلا           | لندن، انگلستان            |            |            |
| ۱۹۸۵ | هولمفریدور کارلسدوتیر   | ایسلند            | لندن، انگلستان            |            |            |
| ۱۹۸۶ | ژیزل لاروند             | ترینیداد و توباگو | لندن، انگلستان            |            |            |
| ۱۹۸۷ | اولا وایگرستورفر        | اتریش             | لندن، انگلستان            |            |            |
| ۱۹۸۸ | لیندا پترسدوتیر         | ایسلند            | لندن، انگلستان            |            |            |
| ۱۹۸۹ | آنتا کرگلیکا            | لهستان            | هنگ کنگ                   |            |            |
| ۱۹۹۰ | جینا ماری تولسان        | آمریکا            | لندن، انگلستان            |            |            |
| ۱۹۹۱ | نینبیت لیال             | ونزوئلا           | آتلانتا، آمریکا           |            |            |
| ۱۹۹۲ | جولیا کوروتچکینا        | روسیه             | سان سیتی، آفریقای جنوبی   |            |            |
| ۱۹۹۳ | لیسا هانا               | جامائیکا          | سان سیتی، آفریقای جنوبی   |            |            |
| ۱۹۹۴ | آیشواریا رای            | هند               | سان سیتی، آفریقای جنوبی   |            |            |
| ۱۹۹۵ | جکلین آگیلرا            | ونزوئلا           | سان سیتی، آفریقای جنوبی   |            |            |
| ۱۹۹۶ | ایرنه اسکلیوا           | یونان             | بنگلور، هند               |            |            |
| ۱۹۹۷ | دیانا هایدن             | هند               | ماهی، سیشل                |            |            |
| ۱۹۹۸ | لینور آبرگیل            | اسرائیل           | ماهی، سیشل                |            |            |
| ۱۹۹۹ | اوکتا موکهی             | هند               | لندن، انگلستان            |            |            |
| ۲۰۰۰ | پریانکا چوپرا           | هند               | لندن، انگلستان            |            |            |
| ۲۰۰۱ | آگبانی دارگو            | نیجریه            | سان سیتی، آفریقای جنوبی   |            |            |
| ۲۰۰۲ | عذرا آکین               | ترکیه             | لندن، انگلستان            |            |            |
| ۲۰۰۳ | روسانا دیویسن           | ايرلند            | سانیا، چین                |            |            |
| ۲۰۰۴ | ماریا هولیا مانتییا     | پرو               | سانیا، چین                |            |            |
| ۲۰۰۵ | اونور بیرنا ویليامسدوتر | ایسلند            | سانیا، چین                |            |            |
| ۲۰۰۶ | تاتانا کوچارووا         | جمهوری چک         | ورشو، لهستان              |            |            |
| ۲۰۰۷ | ژانگ زیلین              | چین               | سانیا، چین                |            |            |
| ۲۰۰۸ | کسینیا سوخینووا         | روسیه             | ژوهانسبورگ، آفریقای جنوبی |            |            |
| ۲۰۰۹ | کایانه اولدرینه         | جبل‌الطارق         | ژوهانسبورگ، آفریقای جنوبی |            |            |
| ۲۰۱۰ | آلکساندریا میل          | آمریکا            | سانیا، چین                |            |            |
| ۲۰۱۱ | ایویان سارکوس           | ونزوئلا           | لندن، انگلستان            |            |            |
| ۲۰۱۲ | یو ون‌شیا                | چین               | اوردوس، چین               |            |            |
| ۲۰۱۳ | مگان یونگ               | فیلیپین           | بالی، اندونزی             |            |            |
| ۲۰۱۴ | رولن استراوس            | آفریقای جنوبی     | لندن، انگلستان            |            |            |
| ۲۰۱۵ | میریا لالاگوئنا         | اسپانیا           | سانیا، چین                |            |            |
| ۲۰۱۶ | استفانی دل واله         | پورتوریکو         | واشینگتن، دی.سی.، آمریکا  |            |            |
| ۲۰۱۷ | مانوشی چیلار            | هند               | سانیا، چین                |            |            |
| ۲۰۱۸ | ونسا پونسه              | مکزیک             | سانیا، چین                |            |            |
| ۲۰۱۹ | تونی آن سینگ            | جامائیکا          | لندن، انگلستان            |            |            |
| ۲۰۲۰ | برگزار نشد              | برگزار نشد        | برگزار نشد                | برگزار نشد | برگزار نشد |
| ۲۰۲۱ | برگزار نشد              | برگزار نشد        | برگزار نشد                | برگزار نشد | برگزار نشد |
| ۲۰۲۲ | کارولینا بیلاوسکا       | لهستان            | سان خوآن، پورتوریکو       |            |            |
| ۲۰۲۳ | برگزار نشد              | برگزار نشد        | برگزار نشد                | برگزار نشد | برگزار نشد |
| ۲۰۲۴ | کریستینا پیشکووا        | جمهوری چک         | بمبئی، هند                |            |            |
| ۲۰۲۵ |                         |                   |                           |            |            |

## کشور بر اساس تعداد برد
| کشور              | عناوین | سال                                |
| ----------------- | ------ | ---------------------------------- |
| هند               | ۶      | ۱۹۶۶, ۱۹۹۴, ۱۹۹۷, ۱۹۹۹, ۲۰۰۰, ۲۰۱۷ |
| ونزوئلا           | ۶      | ۱۹۵۵, ۱۹۸۱, ۱۹۸۴, ۱۹۹۱, ۱۹۹۵, ۲۰۱۱ |
| جامائیکا          | ۴      | ۱۹۶۳, ۱۹۷۶, ۱۹۹۳, ۲۰۱۹             |
| بریتانیا          | ۴      | ۱۹۶۱, ۱۹۶۴, ۱۹۶۵, ۱۹۸۳             |
| آفریقای جنوبی     | ۳      | ۱۹۵۸, ۱۹۷۴, ۲۰۱۴                   |
| آمریکا            | ۳      | ۱۹۷۳, ۱۹۹۰, ۲۰۱۰                   |
| ایسلند            | ۳      | ۱۹۸۵, ۱۹۸۸, ۲۰۰۵                   |
| سوئد              | ۳      | ۱۹۵۱, ۱۹۵۲, ۱۹۷۷                   |
| جمهوری چک         | ۲      | ۲۰۰۶, ۲۰۲۴                         |
| لهستان            | ۲      | ۱۹۸۹, ۲۰۲۲                         |
| پورتوریکو         | ۲      | ۱۹۷۵, ۲۰۱۶                         |
| چین               | ۲      | ۲۰۰۷, ۲۰۱۲                         |
| روسیه             | ۲      | ۱۹۹۲, ۲۰۰۸                         |
| پرو               | ۲      | ۱۹۶۷, ۲۰۰۴                         |
| اتریش             | ۲      | ۱۹۶۹, ۱۹۸۷                         |
| آرژانتین          | ۲      | ۱۹۶۰, ۱۹۷۸                         |
| استرالیا          | ۲      | ۱۹۶۸, ۱۹۷۲                         |
| هلند              | ۲      | ۱۹۵۹, ۱۹۶۲                         |
| مکزیک             | ۱      | ۲۰۱۸                               |
| اسپانیا           | ۱      | ۲۰۱۵                               |
| فیلیپین           | ۱      | ۲۰۱۳                               |
| جبل‌الطارق         | ۱      | ۲۰۰۹                               |
| ايرلند            | ۱      | ۲۰۰۳                               |
| ترکیه             | ۱      | ۲۰۰۲                               |
| نیجریه            | ۱      | ۲۰۰۱                               |
| اسرائیل           | ۱      | ۱۹۹۸                               |
| یونان             | ۱      | ۱۹۹۶                               |
| ترینیداد و توباگو | ۱      | ۱۹۸۶                               |
| جمهوری دومینیکن   | ۱      | ۱۹۸۲                               |
| گوآم              | ۱      | ۱۹۸۰                               |
| برمودا            | ۱      | ۱۹۷۹                               |
| برزیل             | ۱      | ۱۹۷۱                               |
| گرنادا            | ۱      | ۱۹۷۰                               |
| فنلاند            | ۱      | ۱۹۵۷                               |
| آلمان             | ۱      | ۱۹۵۶                               |
| مصر               | ۱      | ۱۹۵۴                               |
| فرانسه            | ۱      | ۱۹۵۳                               |

## نگارخانهٔ برندگان دوشیزه دنیا

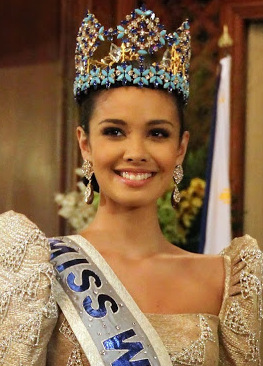
۲۰۱۳: مگان یونگ، فیلیپین
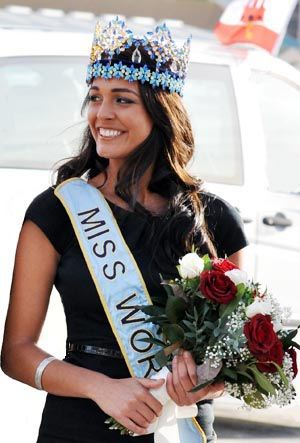
۲۰۰۹: کایانه اولدرینه، جبل‌الطارق
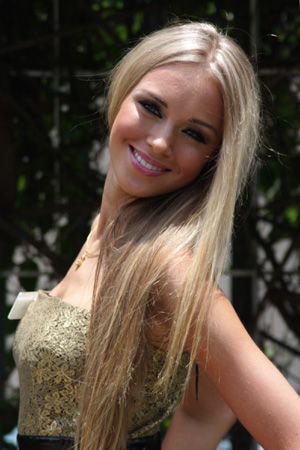
۲۰۰۸: کسینیا سوخینووا، روسیه
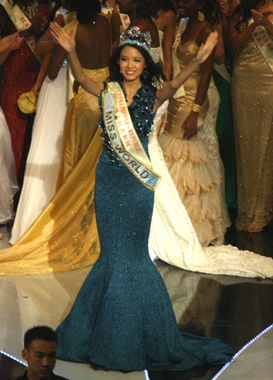
۲۰۰۷: ژانگ زیلین، چین
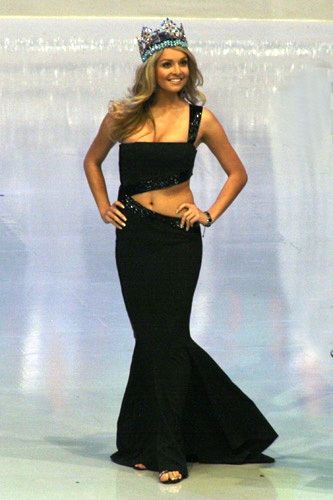
۲۰۰۶: تاتانا کوچارووا، جمهوری چک
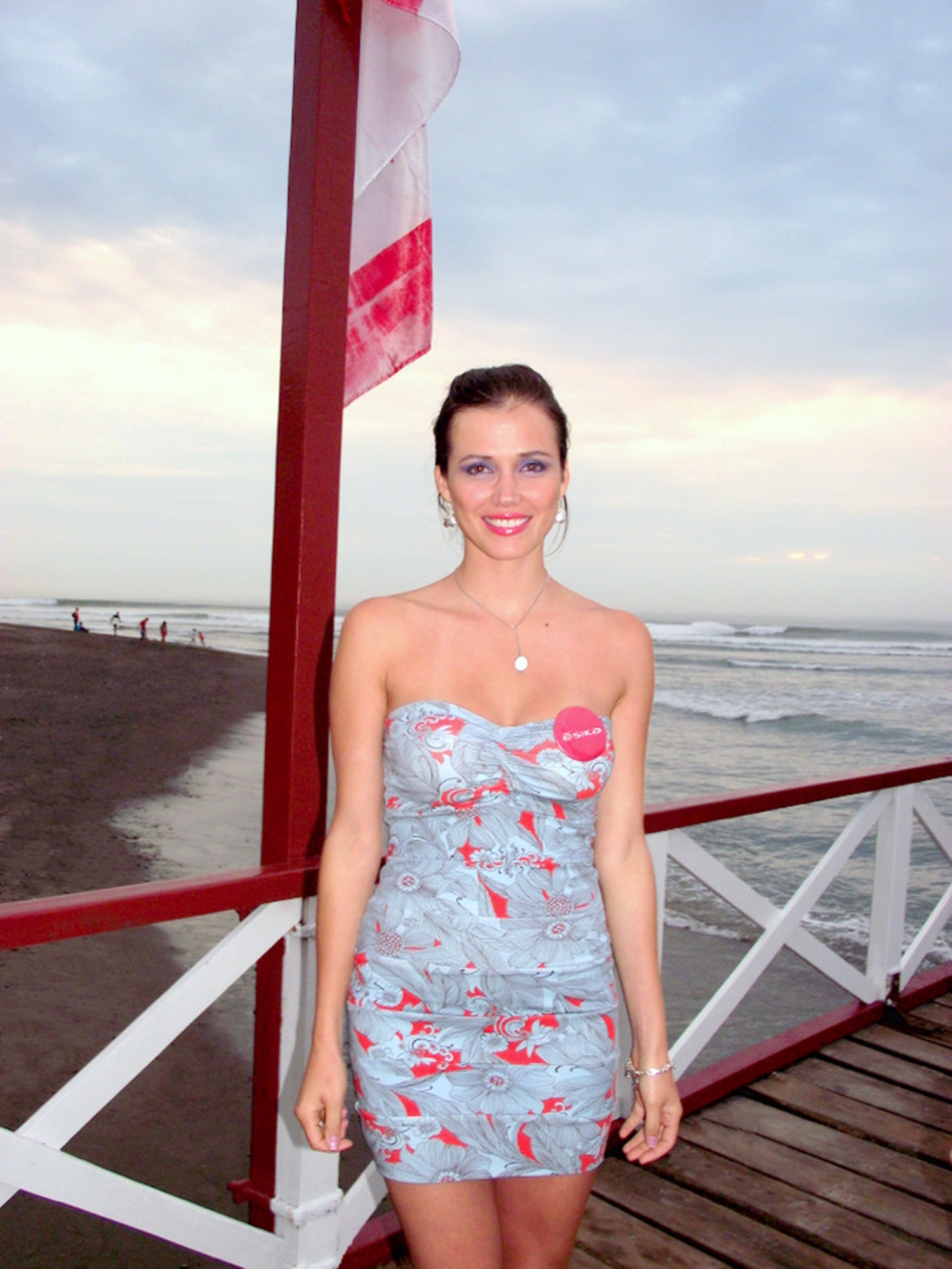
۲۰۰۴: ماریا هولیا مانتییا، پرو
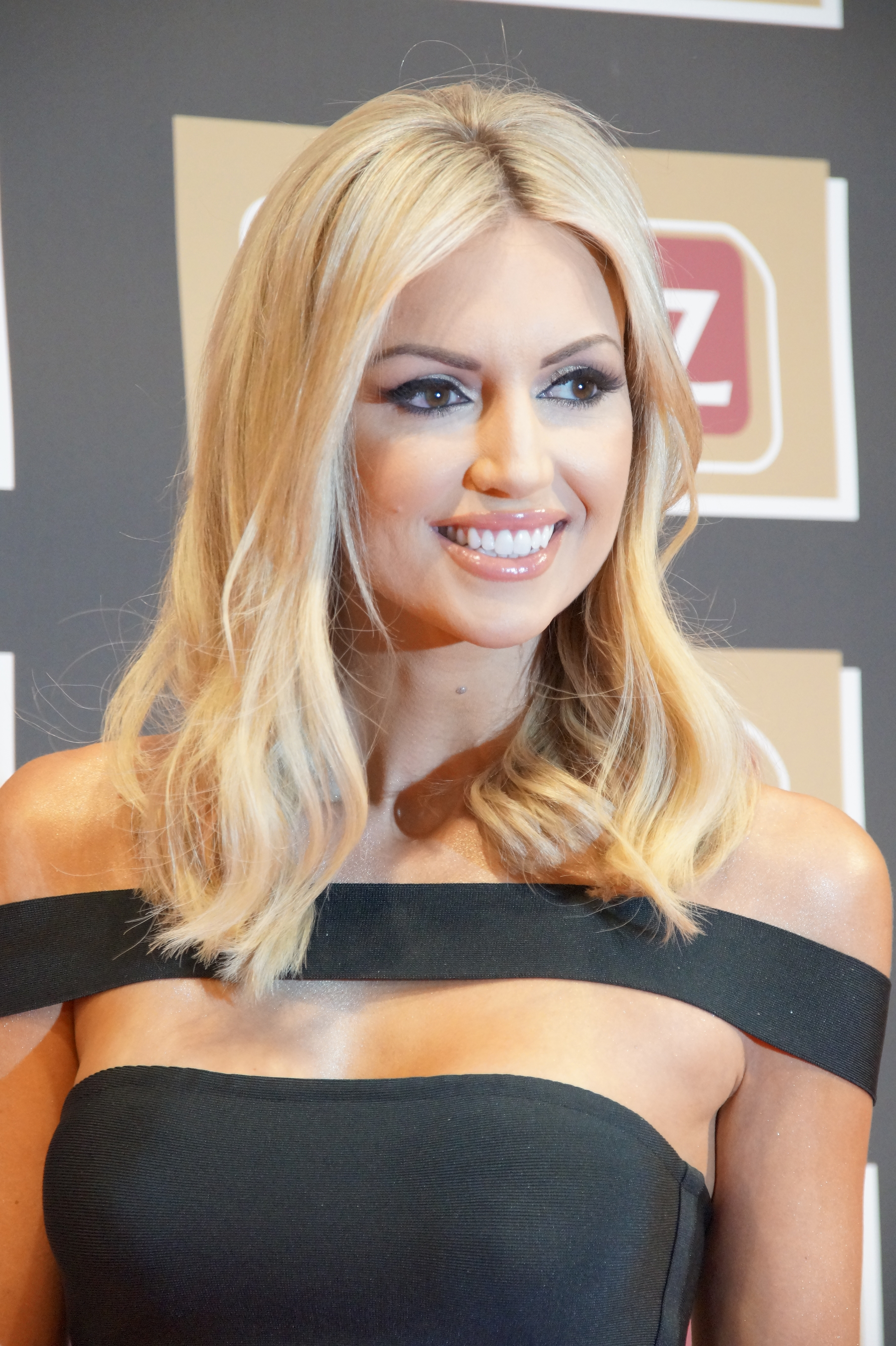
۲۰۰۳: روسانا دیویسن، ايرلند
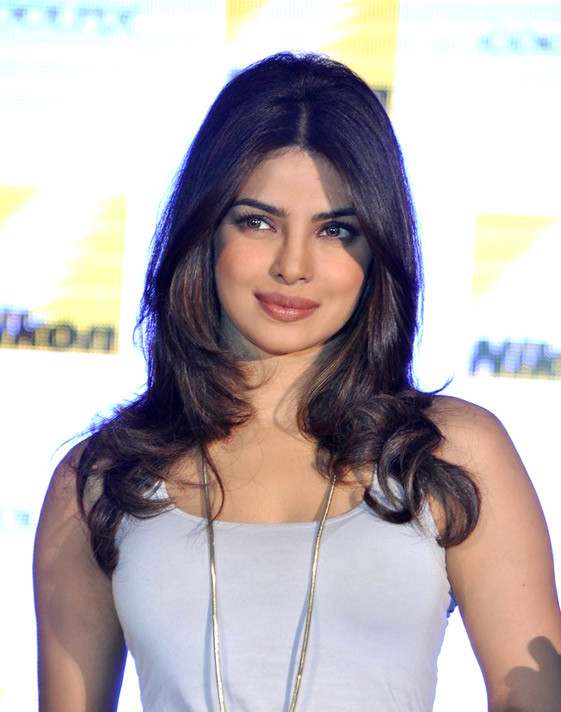
۲۰۰۰: پریانکا چوپرا، هند
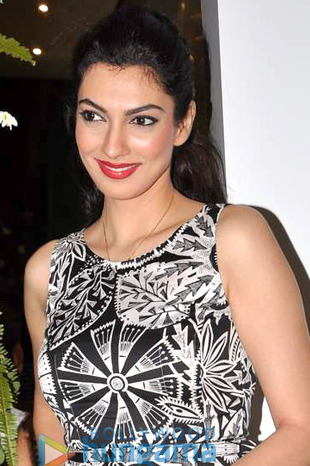
۱۹۹۹: اوکتا موکهی، هند
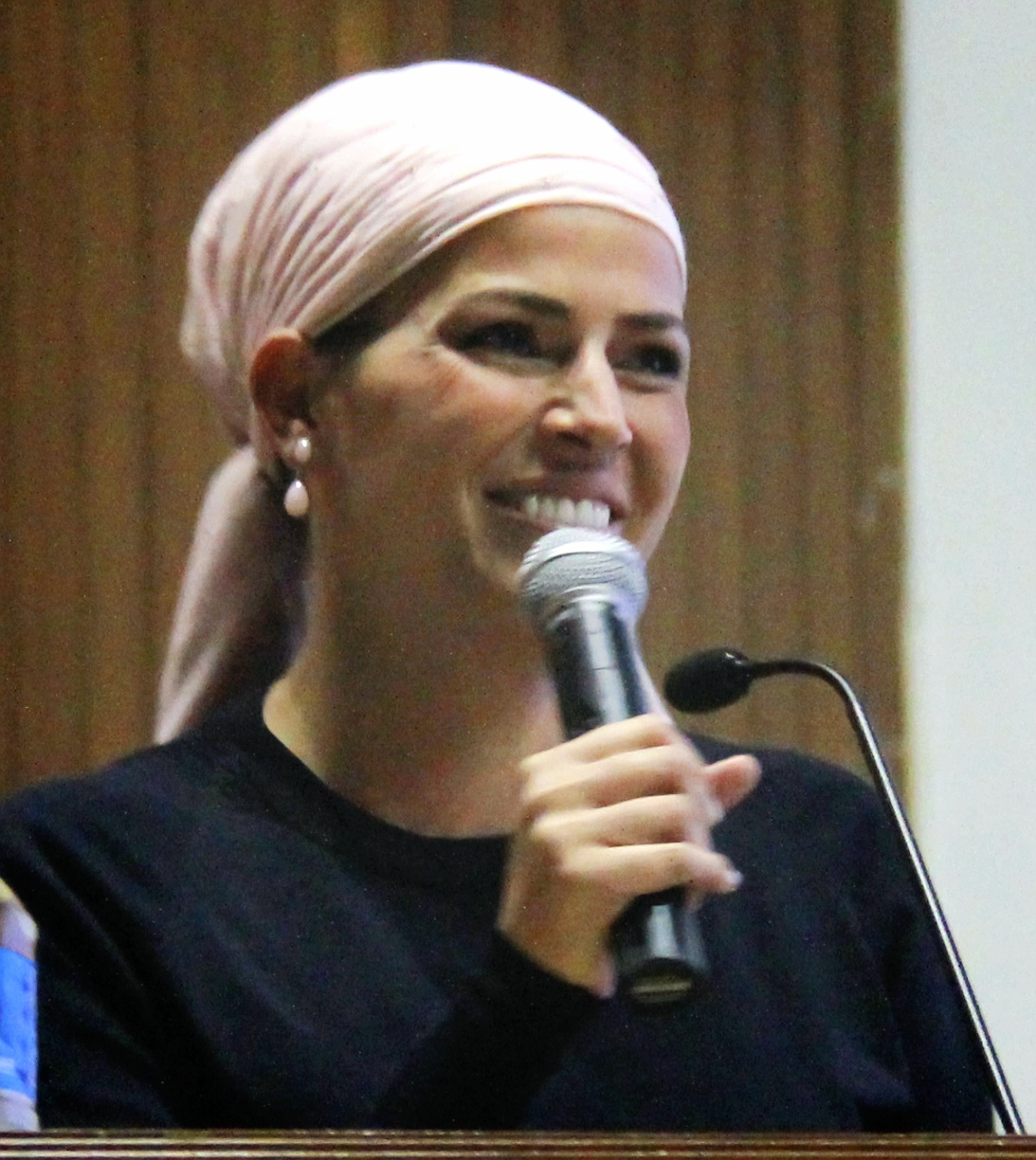
۱۹۹۸: لینور آبرگیل، اسرائیل
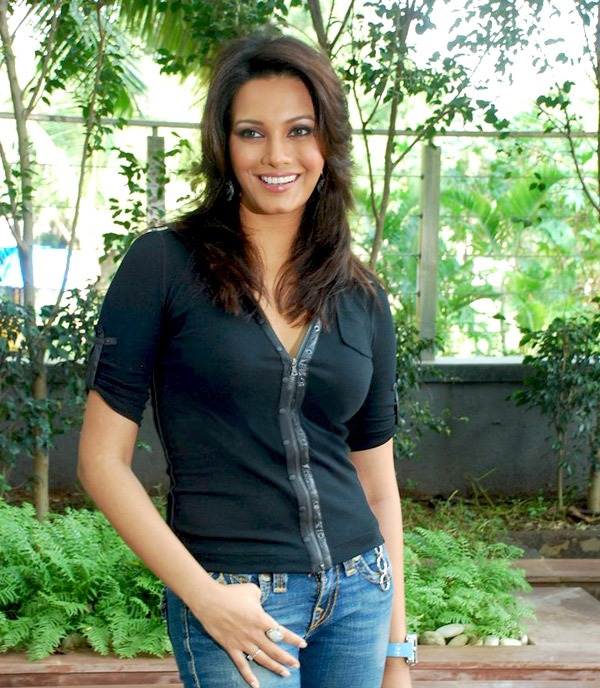
۱۹۹۷: دیانا هایدن، هند
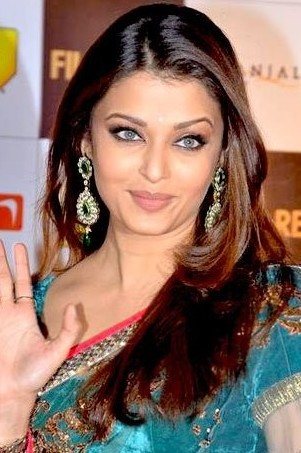
۱۹۹۴: آیشواریا رای، هند
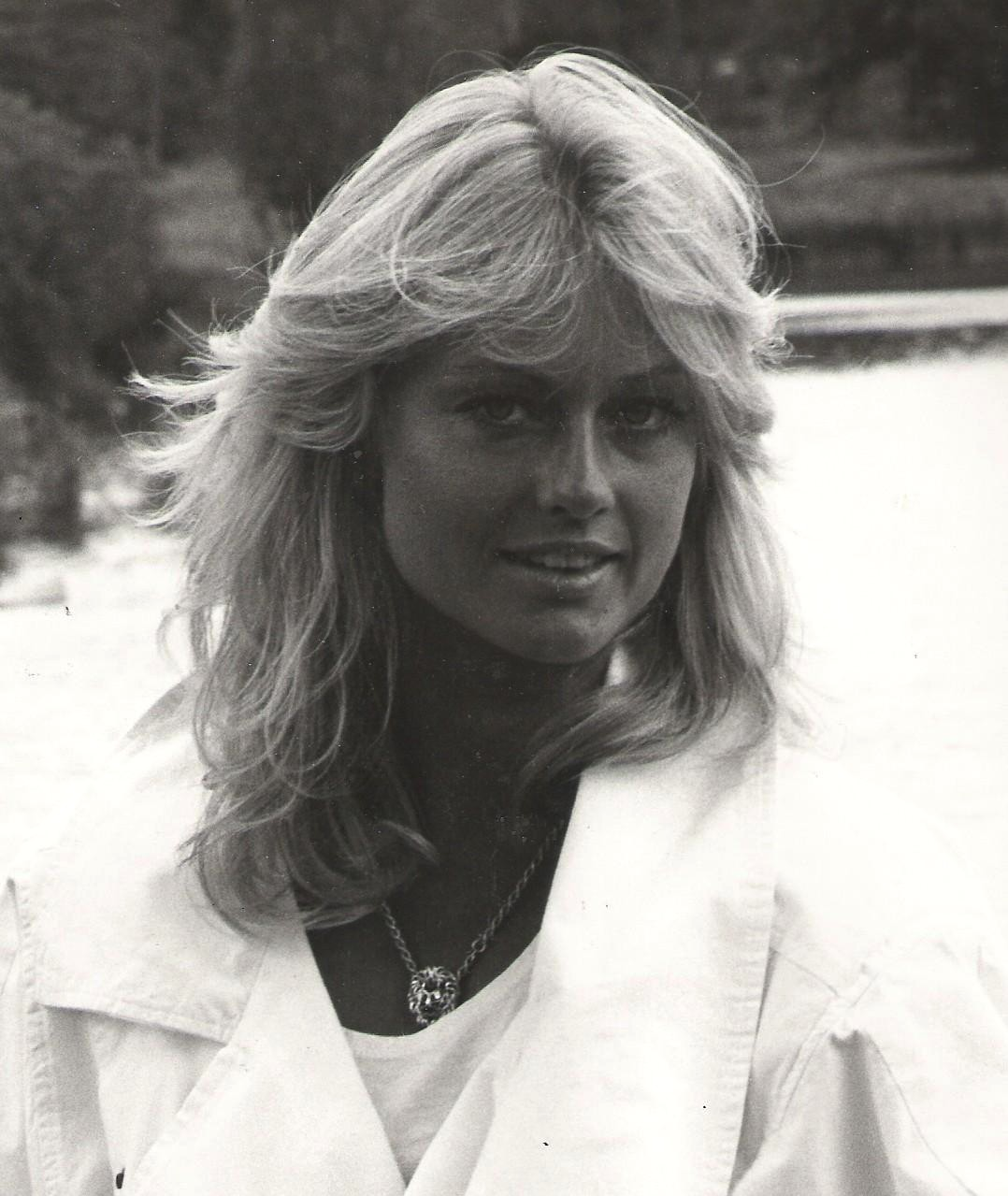
۱۹۷۷: Mary Stävin، سوئد
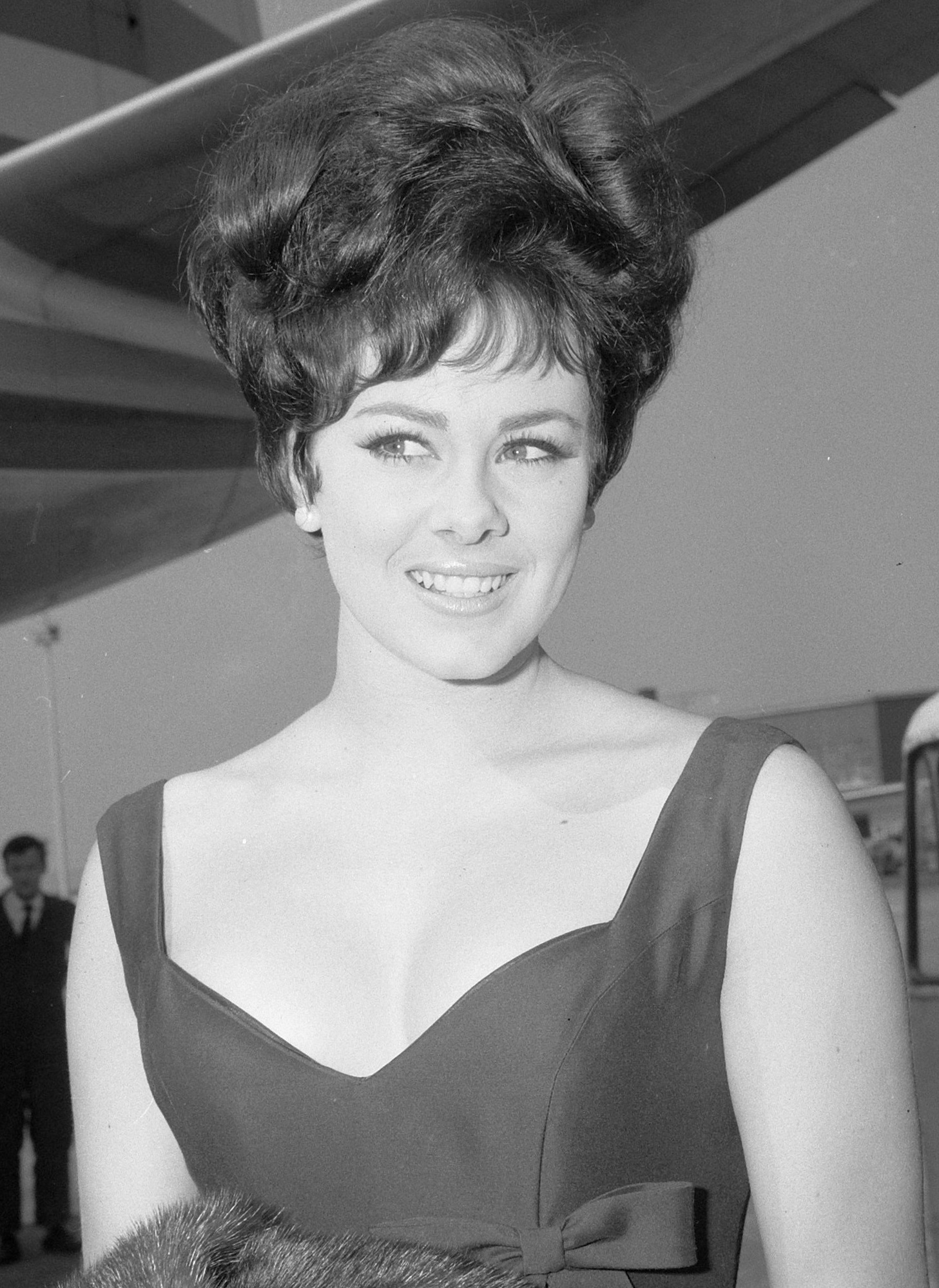
۱۹۶۴: آن سیدنی، بریتانیا
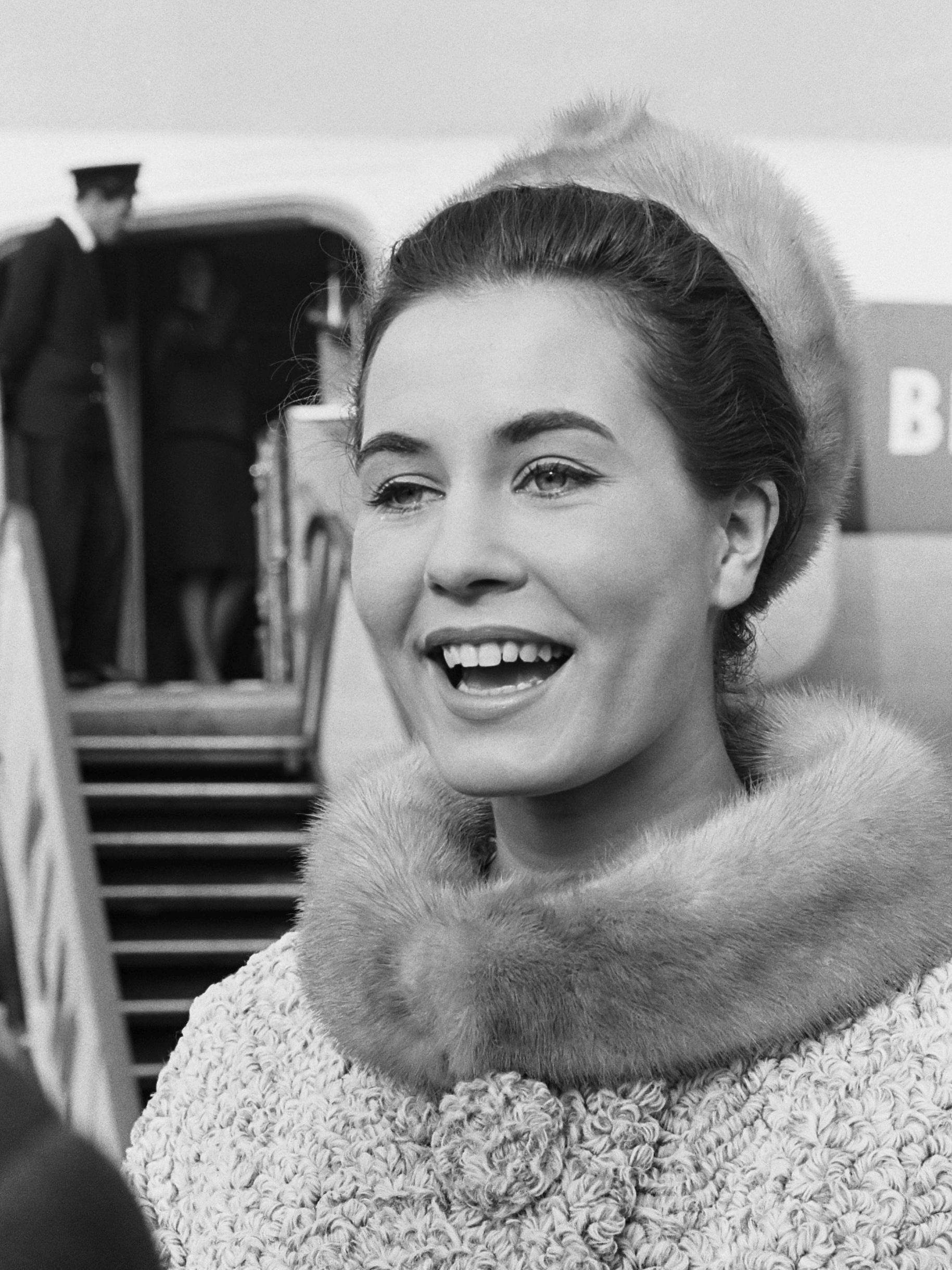
۱۹۶۲: Catharina Lodders، هلند
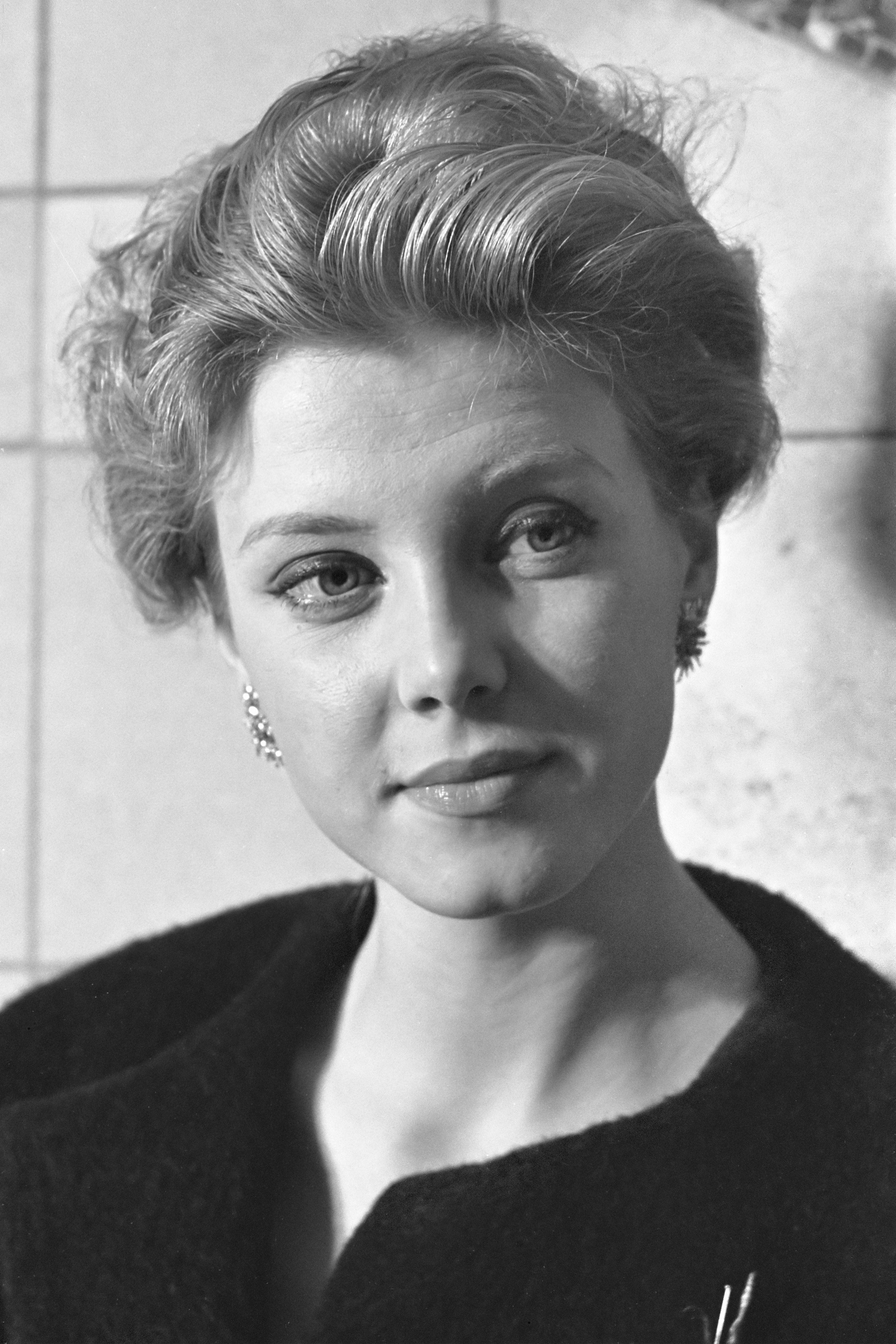
۱۹۵۹: Corine Rottschäfer، هلند